# Trofeu Luis Ocaña
El Trofeu Luis Ocaña (en castellà Trofeo Luis Ocaña) va ser una competició ciclista d'un sol dia que es va disputar a la província de Conca entre 1991 i 2000. La cursa va prendre el nom del ciclista espanyol Luis Ocaña, vencedor del Tour de França de 1973.
El primer vencedor fou Piotr Ugriúmov i Marino Alonso, amb dues victòries, fou qui més vegades la guanyà.

## Palmarès
| Any  | Vencedor           | Segon                     | Tercer                   |
| ---- | ------------------ | ------------------------- | ------------------------ |
| 1991 | Piotr Ugriúmov     | Santos Hernández          | Martín Farfán            |
| 1992 | Tony Rominger      | Óscar de Jesús Vargas     | Piotr Ugriúmov           |
| 1993 | José Ramón Uriarte | Fernando Escartín         | Juan Antonio Zarrabeitia |
| 1994 | Oliverio Rincón    | José María Jiménez        | José Ramón Uriarte       |
| 1995 | Marino Alonso      | José Jaime González       | Félix García Casas       |
| 1996 | David Etxebarria   | Melcior Mauri             | Daniel Clavero           |
| 1997 | Marino Alonso      | Igor González de Galdeano | Abraham Olano            |
| 1998 | Elio Aggiano       | Francisco Javier Cerezo   | Óscar Freire             |
| 1999 | José Luis Rebollo  | Óscar Freire              | Aitor Garmendia          |
| 2000 | Óscar Sevilla      | Haimar Zubeldia           | Jon Odriozola            |